# Al-Wāthiq

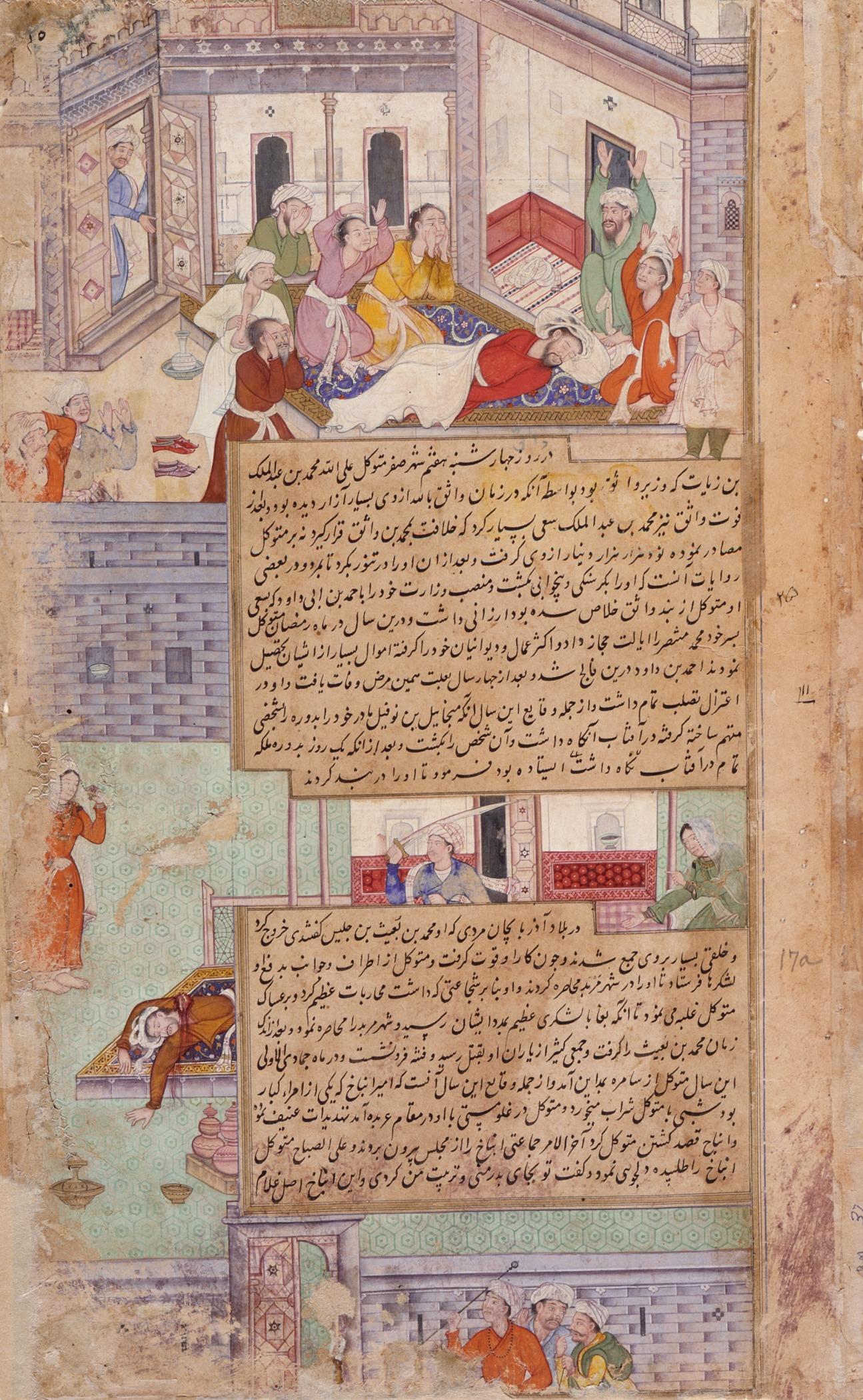
Der Tod des Vathek aus dem Manuskript Tarich-i Alfi

Abū Dschaʿfar Hārūn ibn al-Muʿtasim (arabisch هارون بن المعتصم, DMG Abū Ǧaʿfar Hārūn b. al-Muʿtaṣim; * 816; † 10. August 847) mit dem Thronnamen al-Wāthiq bi-Llāh (الواثق بالله / al-Wāṯiq bi-Llāh / ‚der auf Gott Vertrauende‘) war der neunte Kalif der Abbasiden (842–847) und ist in Westeuropa als Vathek bekannt.
Abū Dschaʿfar Hārūn al-Wāthiq trat die Nachfolge seines Vaters al-Muʿtasim (833–842) an. Seine Regierung war vor allem durch die Revolte der Banu Hilal und der Banū Sulaim im Hedschas (844–847) gekennzeichnet, die erst in langwierigen Kämpfen unterdrückt werden konnte. Außerdem bemühte sich al-Wāthiq weiter um die Durchsetzung der Lehre der Mutaziliten.
Al-Wāthiq starb am 10. August 847. Sein Bruder al-Mutawakkil (847–861) setzte sich gegenüber den Söhnen von al-Wāthiq als neuer Kalif durch.
In der westlichen Literatur tritt al-Wāthiq im englischen Schauerroman Vathek von William Beckford (1786) auf. In dieser phantastischen Erzählung werden sein unstillbarer Wissensdurst und sein Streben nach Macht dem Kalifen zum Verhängnis und stürzen ihn ins Verderben.